# Tubarão-corre-costa
O tubarão-corre-costa ou Tubarão Galhudo ou Tubarão-cinzento (em Cabo Verde) (Carcharhinus plumbeus) é uma espécie de tubarão da família carcharhinidae nativo dos oceanos Indo-Pacífico e Atlântico.
Podendo chegar aos 4 metros e um máximo de 240 quilos, tem o tamanho médio de 2 metros e e pesam cerca de 100 quilos este tubarão tem uma predileção por águas rasas, mesmo com relatos de 200 metros de profundidade. Sua gestação de um ano, tem cerca de 8 a 12 filhotes, as fêmeas só podem reproduzir aos 16 anos, uma reprodução sensivelmente lenta, isto redunda em uma vulnerabilidade grande parte à pesca intensiva de que tem sido alvo nos últimos anos. Sua primeira barbatana dorsal é triangular e irreverentemente grande, seu maior distintivo dentre outros tubarões. Chamado de policial dos mares, pelo patrulhamento incessante sobre as costas, em baías, enseadas e foz de rios. O carcharhinus plumbeus também é conhecido como: tubarão sucuri, cação galhudo, polícia marítima, policial do mar, entre outros nomes.